# Ocotea micans
Ocotea micans är en lagerväxtart som beskrevs av Carl Christian Mez. Ocotea micans ingår i släktet Ocotea och familjen lagerväxter. Inga underarter finns listade i Catalogue of Life.